# NGC 280
NGC 280 ist eine Balken-Spiralgalaxie vom Hubble-Typ SBb im Sternbild Andromeda am Nordsternhimmel. Sie ist schätzungsweise 461 Millionen Lichtjahre von der Milchstraße entfernt und hat einen Durchmesser von etwa 230.000 Lichtjahren.
Das Objekt wurde am 5. Dezember 1785 von dem deutsch-britischen Astronomen Wilhelm Herschel entdeckt.